# Foundation for International Community Assistance
Vous pouvez aider à l'améliorer ou bien discuter des problèmes sur sa page de discussion.
- Il ne cite pas suffisamment ses sources. Vous pouvez indiquer les passages à sourcer avec {{référence nécessaire}} ou {{Référence souhaitée}}, et inclure les références utiles en les liant aux notes de bas de page. (Marqué depuis mars 2024)
- Son contenu est rédigé entièrement ou presque à partir d'une seule source. N'hésitez pas à modifier cet article pour améliorer sa vérifiabilité en apportant de nouvelles références dans des notes de bas de page. (Marqué depuis mars 2024)
- Certaines informations devraient être mieux reliées aux sources mentionnées dans la bibliographie ou les liens externes. Améliorez sa vérifiabilité en les associant par des références. (Marqué depuis mars 2024)

- Archive Wikiwix
- Bing
- Cairn
- DuckDuckGo
- E. Universalis
- Gallica
- Google
- G. Books
- G. News
- G. Scholar
- Persée
- Qwant
- (zh) Baidu
- (ru) Yandex
- (wd) trouver des œuvres sur Wikidata

La Foundation for International Community Assistance (FINCA International) est une association à but non lucratif de microcrédit, fondée par John Hatch (en) en 1984. 
Parfois désignée comme la « Banque mondiale des pauvres » et un « vaccin de la pauvreté pour la planète », FINCA est l'instigateur de la méthode du village banking (en) dans le microcrédit, et est considéré comme l'un des pionniers de la microfinance moderne. Avec son quartier général à Washington, DC, FINCA possède 21 pays affiliés, en Amérique latine, aux Caraïbes, en Afrique, en Europe de l'Est, en Asie occidentale et centrale. Avec la Grameen Bank et ACCION International (en), FINCA est considérée comme l'une des organisations de microfinance les plus influentes au monde.

## Histoire
En 1984, John Hatch, un économiste expert du développement international, conçoit, lors d'un vol au-dessus des Andes, une nouvelle méthode pour livrer assistance aux pauvres. Arrivé à La Paz, les bases de son approche sont jetées : un programme de services financier qui donne des responsabilités aux peuples les plus pauvres, une idée qu'il appelle village banking et qui permet de distribuer des prêts à des niveaux d'intérêt du marché aux plus démunis.
Le groupe des officiers de l'USAID (Agence des États-Unis pour le développement international) fournit une première subvention d'un million de dollars. Hatch et son partenaire d'affaire péruvien, Aquiles Lanoa, lancent le programme dans cinq parties géographiquement séparées de la Bolivie, et en l'espace de quatre semaines, avaient généré des fonds dans 280 villages, servant 14 000 familles avec des prêts valant 630 000 $.
Quand les clients de Hatch en Bolivie changèrent leur équipe nationale, les nouveaux représentants stoppèrent le programme. Plus prudente que l'équipe originale de clients, le nouveau groupe a reconnu le succès du programme, mais continuait à penser que le prêt non-collatéralisé aux personnes très pauvres était trop risqué. Hatch passa les mois suivants à former les autres à la méthode du village banking, aidant à ouvrir de nouveaux programmes à travers l'Amérique latine, et formant l'institution qui deviendra la FINCA International. FINCA incorporated en 1985.
La FINCA de s'étend de façon considérable dans les années 1980-1990 en Amérique latine, aux Caraïbes, en Afrique, et dans les pays de l'ex-URSS. Dans les années 2000, la FINCA continue à s'étendre dans les nouveaux États indépendants, en établissant de nouveaux programmes en Asie centrale. Des programmes sont lancés en Afghanistan en 2004 et en Jordanie en 2007.
En 2003, sa majesté la reine Rania de Jordanie a accepté une invitation à rejoindre la FINCA International, formalisant une relation de soutien qui avait commencé en 2000. L'actrice israélo-américaine Natalie Portman rejoint la FINCA en 2003, en tant qu’« ambassadeur de l'Espoir ». Portman visite les différents projets de la FINCA au Mexique, au Guatemala, en Ouganda, et en Équateur, et rencontre plusieurs membres du congrès pour demander plus de fonds gouvernementaux pour ce genre d'initiatives.
En 2013, FINCA International acquiert une majorité de parts dans la Kashf Microfinance Bank Limited au Pakistan.

## Mission
La mission de la FINCA International est de fournir « des services financiers aux entrepreneurs de faibles revenus du monde permettant ainsi de créer des emplois, générer des capitaux, et améliorer leur niveau de vie ». Aujourd'hui la mission de la FINCA atteint plus de 1000 000 clients dans le monde. Dans cet élan ambitieux, elle vise à doubler son nombre de clients d'ici à 2013.
L'objectif de cette mission est d'avoir un impact systématique et générationnel sur la pauvreté, en rendant accessible les prêts aux femmes pauvres, et ce, à grande échelle. 
Dans l'industrie du microcrédit, la FINCA est réputée pour atteindre les segments les plus pauvres du marché.

## Liste des pays où la FINCA opère
- Amérique latine et Caraïbes: Équateur, Guatemala, Haïti, Honduras, Mexique, Nicaragua, Salvador
- Pays de l'ex-URSS : Arménie, Azerbaïdjan, Géorgie, Kosovo, Kirghizistan, Russie, Tadjikistan, Ouzbékistan
- Afrique : République démocratique du Congo, Malawi, Tanzanie, Ouganda, Zambie
- Moyen-Orient : Afghanistan, Jordanie
- FINCA maintient également une présence administrative en Ukraine.